# Deere & Company
Deere & Company, більш відома під торговою маркою John Deere — американська машинобудівна компанія зі штаб-квартирою у Моліні, Іллінойс, зайнята в галузі виробництва сільськогосподарської, будівельної та лісогосподарської техніки, двигунів і трансмісій. У 2019 році посіла 87-ме місце в національному рейтингу «Fortune 500» та 329-те у «Fortune Global 500». Акції компанії котируються на Нью-Йоркській фондовій біржі.

## Історія
1837 року у Гранд-Детурі (Іллінойс) ковалем Джоном Діром засновано майстерню з ремонту господарських інструментів. Того ж року майстерня виготовила перший сталевий плуг. У 1842 році побудовано перший промисловий цех з виробництва плугів. У 1848 році компанія з цехом переїхала до Моліна і почала називатися «Deere, Tate & Gould Company». У той час підприємство виготовляло вже плуги, культиватори, сівалки та вантажні кузова.
У 1858 та 1868 роках компанія зазнала структурної реорганізації.
У 1917 році компанія визначила своїм основним напрямком діяльності виробництво самохідної сільськогосподарської техніки, зокрема тракторів. У 1918 році було придбано підприємство з виробництва бензинових двигунів «Waterloo».
У 1927 році виготовлено перший зернозбиральний комбайн. У 1947 році — перший самохідний комбайн.
У 1949 році випущений перший двигун «John Deere» для трактора «Model R».
У 1956 році придбано німецького виробника тракторів «Heinrich Lanz AG».
У 1958 році побудовано завод в Аргентині.
У 1969 році представлено лінійку комбайнів нового покоління. 
У 1989 році запущено лінійку надсучасних комбайнів з автоматизованими процесами. Того ж року придбано «Funk Manufacturing Inc.».
У 1993 році розпочато продаж 8 моделей чеського «Zetor» на ринках Австралії, Аргентини, Мексики та Південної Африки.
1994 року розпочато продаж двигунів «Deere» від французького «DPS Saran».
У вересні 2017 року придбано техніко-дослідницький центр «Blue River Technology» та німецький виробник дорожньо-будівельного обладнання «Wirtgen».
У жовтні 2021 року близько 10 000 працівників, що входили до профспілки автобудівників (United Auto Workers), оголосили страйк після того, як було припинено переговори щодо контрактів.
У січні 2022 року компанія представила на щорічній виставці CES самохідний трактор, призначений для великих фермерських господарств. Компанія заявила, що хоче під'єднати 1,5 мільйона машин до свого хмарного Операційного центру John Deere». 
У липні 2024 року компанія Deere & Company оголосила про скорочення 600 працівників на своїх підприємствах у Середньому Заході США. Також повідомлялося про можливе перенесення виробництва окремих компонентів до Мексики. У відповідь на це колишній президент США Дональд Трамп заявив, що в разі його обрання він запровадить 200% мито на обладнання, виготовлене в Мексиці.

## Монополія на гарантійне обслуговування
Ліцензія «John Deere» на внутрішнє програмне забезпечення бортових комп'ютерів тракторів та інших машин не дозволяє користувачам змінювати програмне забезпечення та здійснювати обслуговування і ремонт поза сервісними центрами компанії. Це запобігає самостійному ремонту техніки фермерами і створює монополію для дилерських центрів «John Deere». Згідно гарантійних умов компанії «Deere & Company» самостійний ремонт заборонений Законом про захист авторських прав у цифрову епоху через обхід керування цифровими правами. Групи по захисту прав споживачів, включаючи «Electronic Frontier Foundation», критикують таку методику співпраці компанії з клієнтами. Все ж фермери можуть користуватися українськими версіями програмного забезпечення «John Deere» для обходу обмеження на самостійний ремонт.
У 2022 році низку позовів фермерів проти компанії John Deere об'єднали у федеральному суді штату Іллінойс. Позивачі звинуватили компанію у монополізації ринку ремонту та обслуговування своєї техніки. У 2023 році Міністерство юстиції США підтримало позивачів, виступивши проти спроби Deere закрити справу. У листопаді суд відхилив клопотання компанії про припинення розгляду.
У січні 2025 року Федеральна торгова комісія США подала антимонопольний позов проти John Deere, звинувативши компанію у завищенні вартості ремонту шляхом обмеження доступу незалежних майстерень.

## Напрямки виробництва
Компанія займається розробкою та виробництвом машин та важкого обладнання для різних галузей.

### Сільськогосподарська техніка
Компанія серед іншого виготовляє трактори, зернозбиральні комбайни, бавовняні комбайни, прес-підбирачі, сівалки, силосозбиральні машини та обприскувачі.

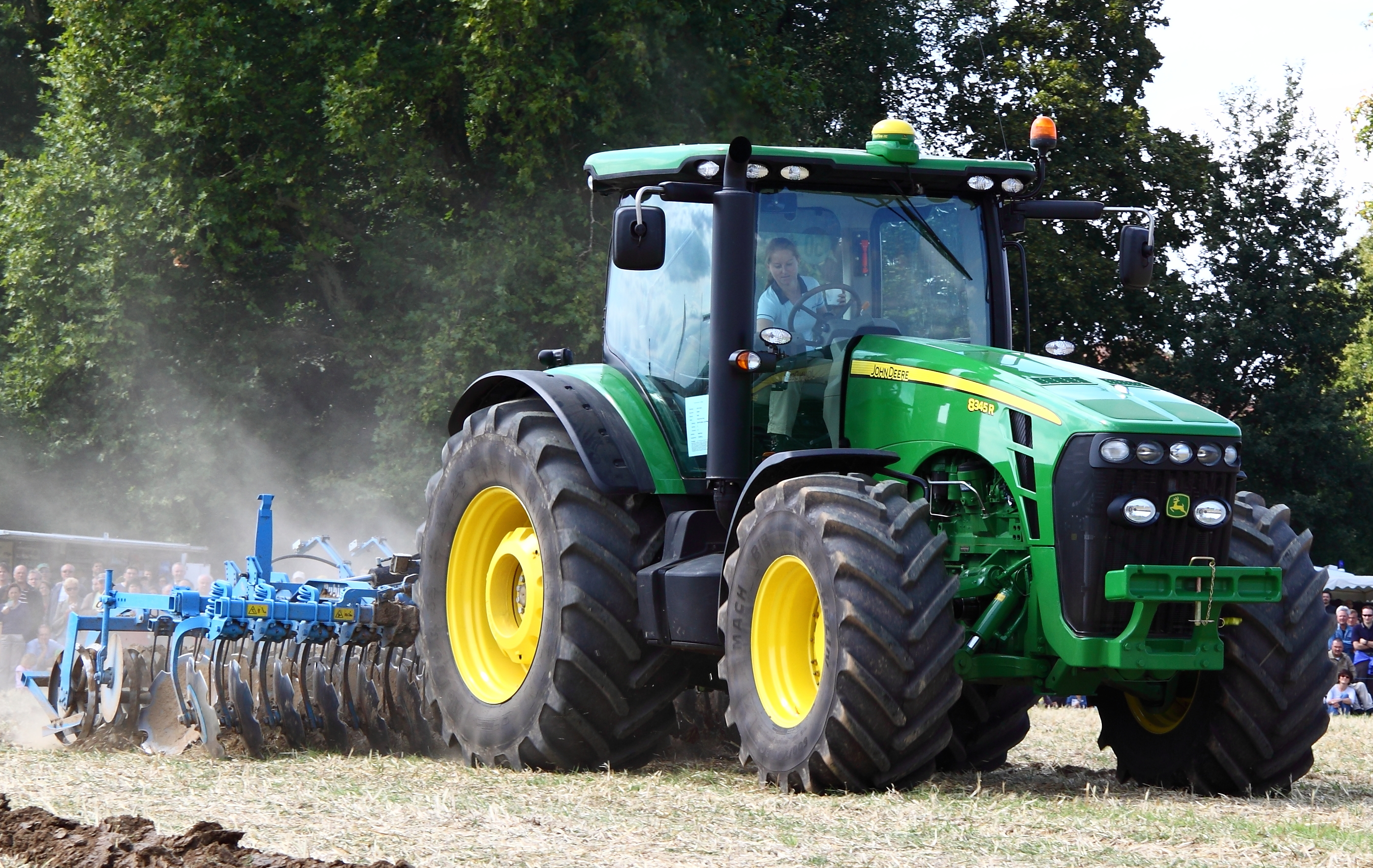
Колісний трактор
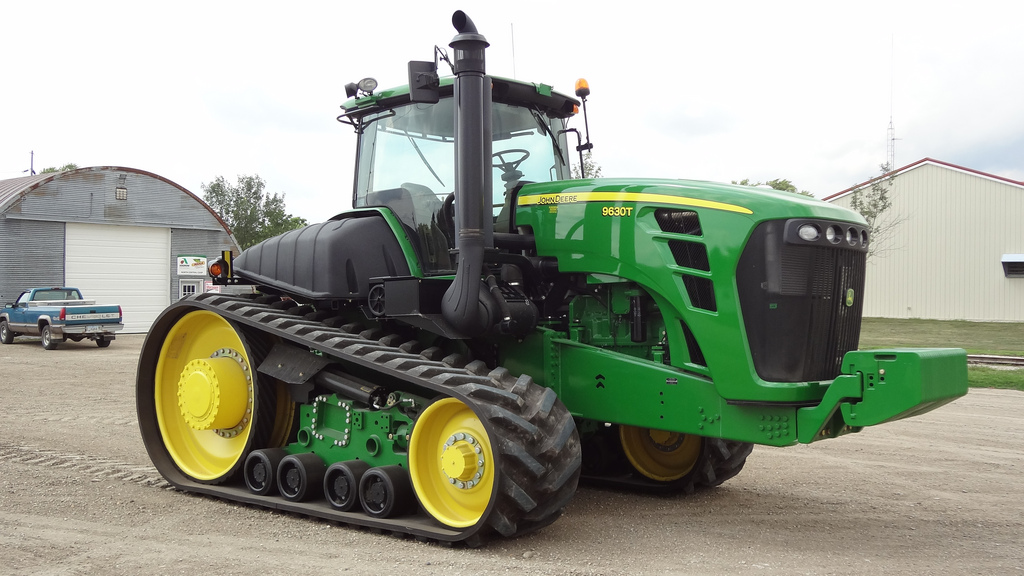
Гусеничний трактор
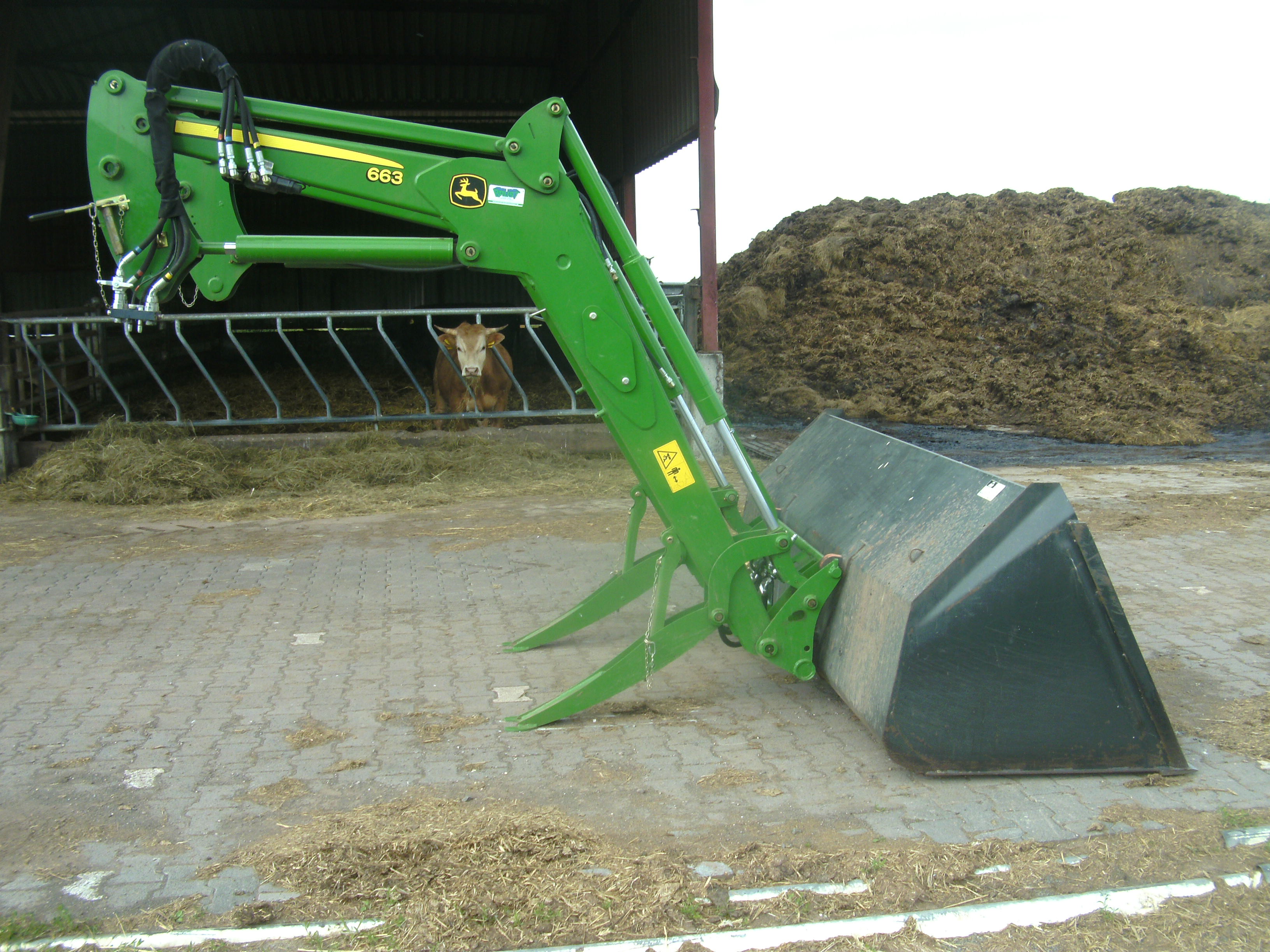
Навантажувач
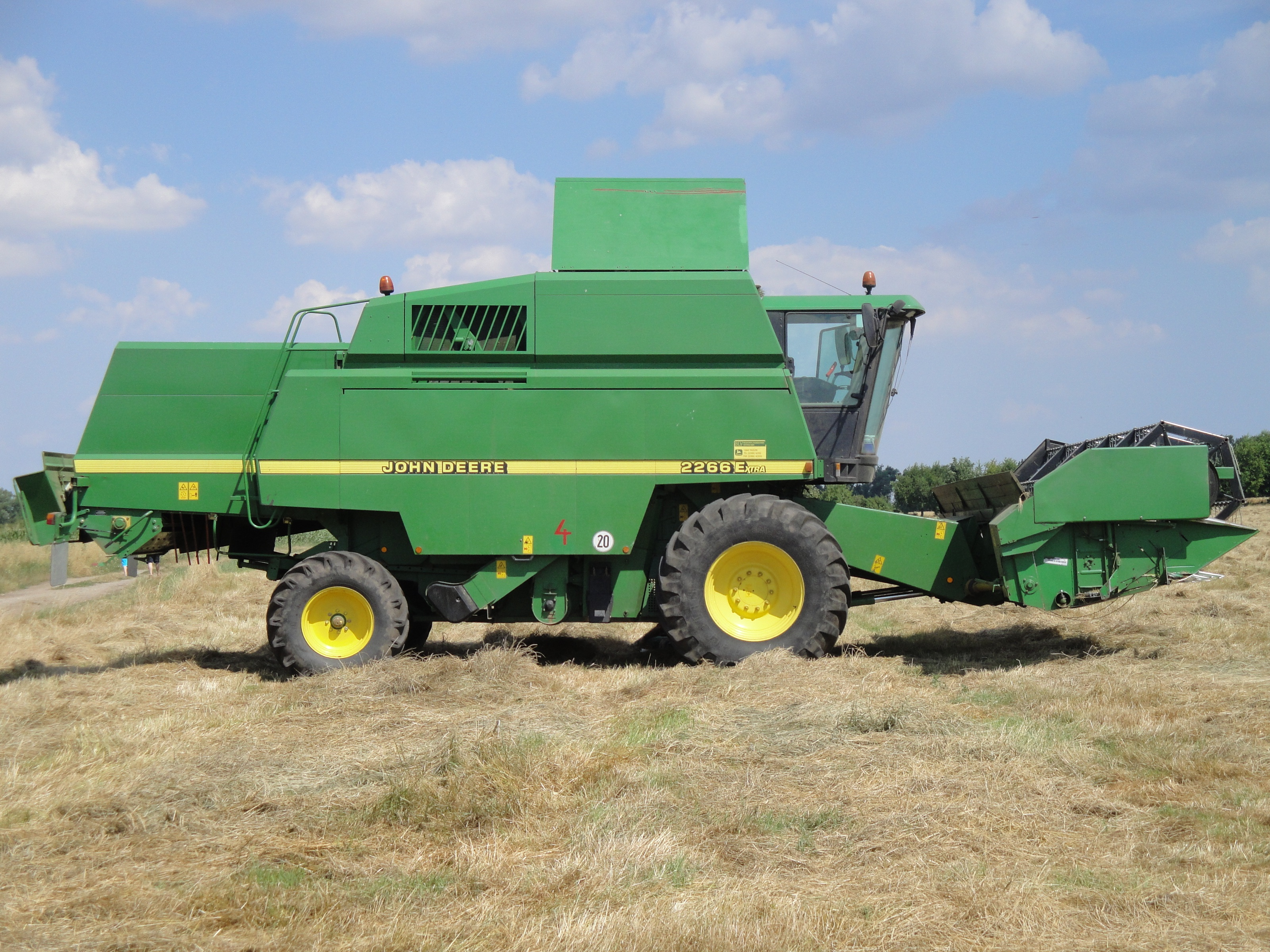
Зернозбиральний комбайн
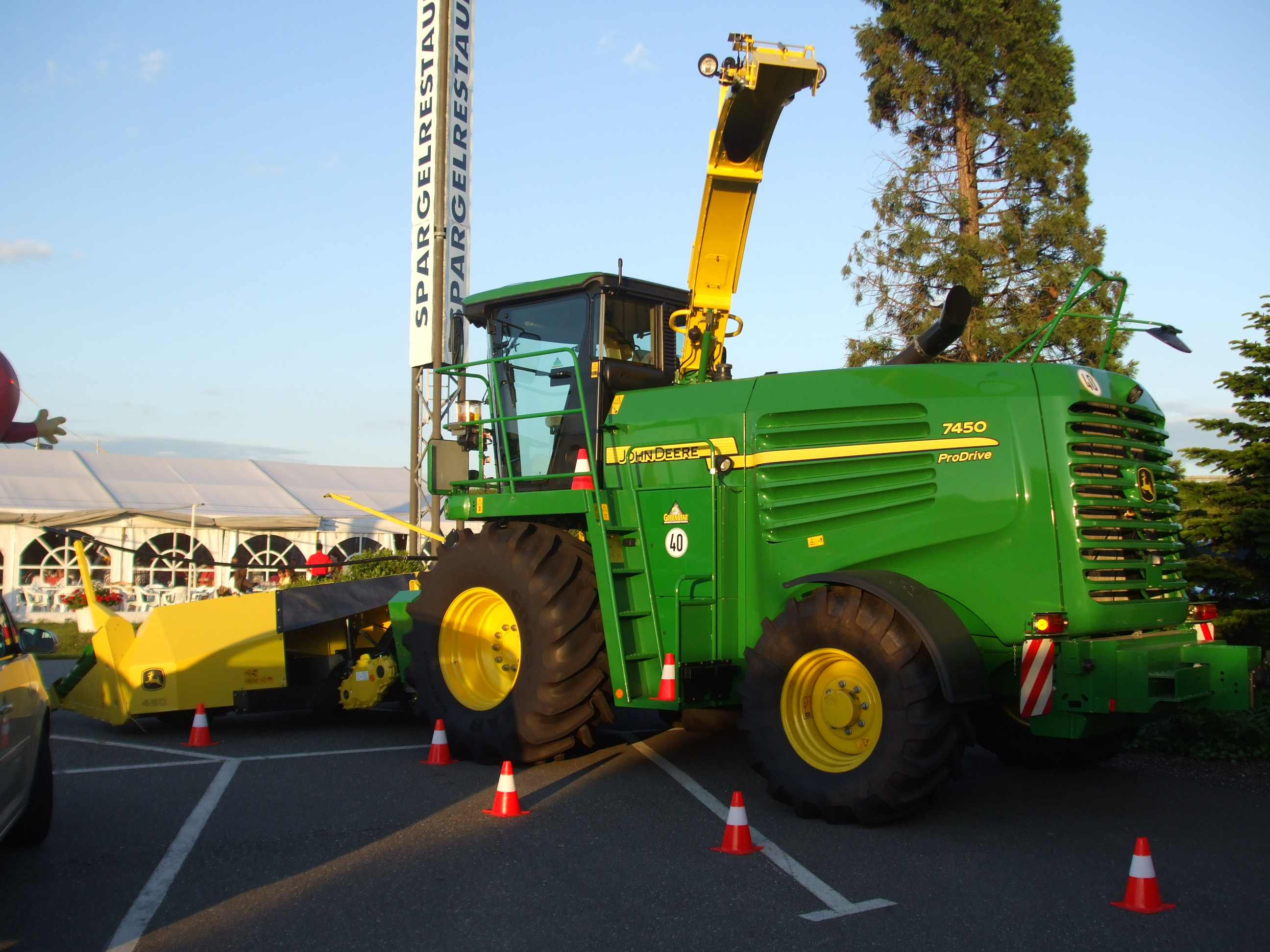
Силосозбиральний комбайн
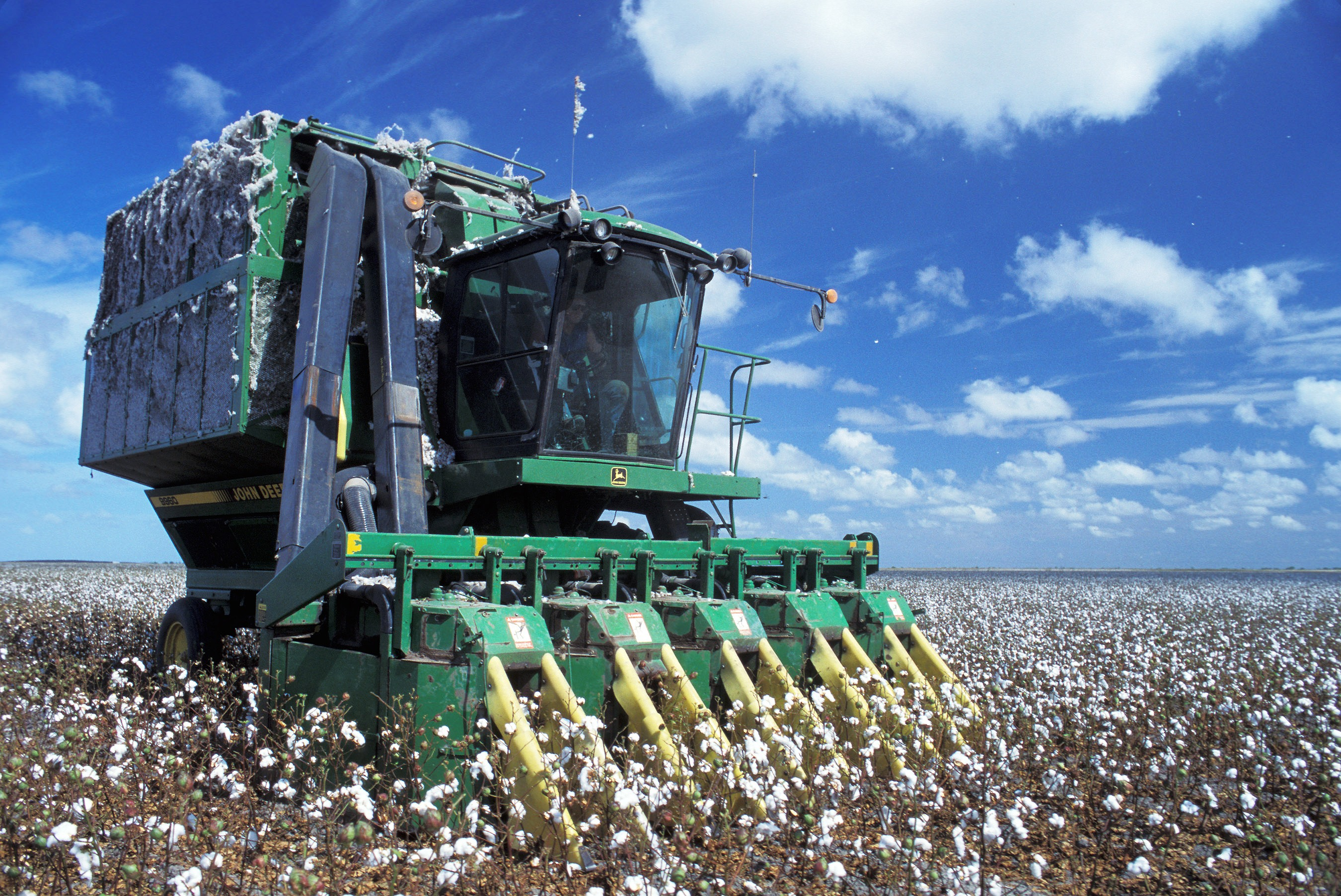
Бавовнозбиральна машина
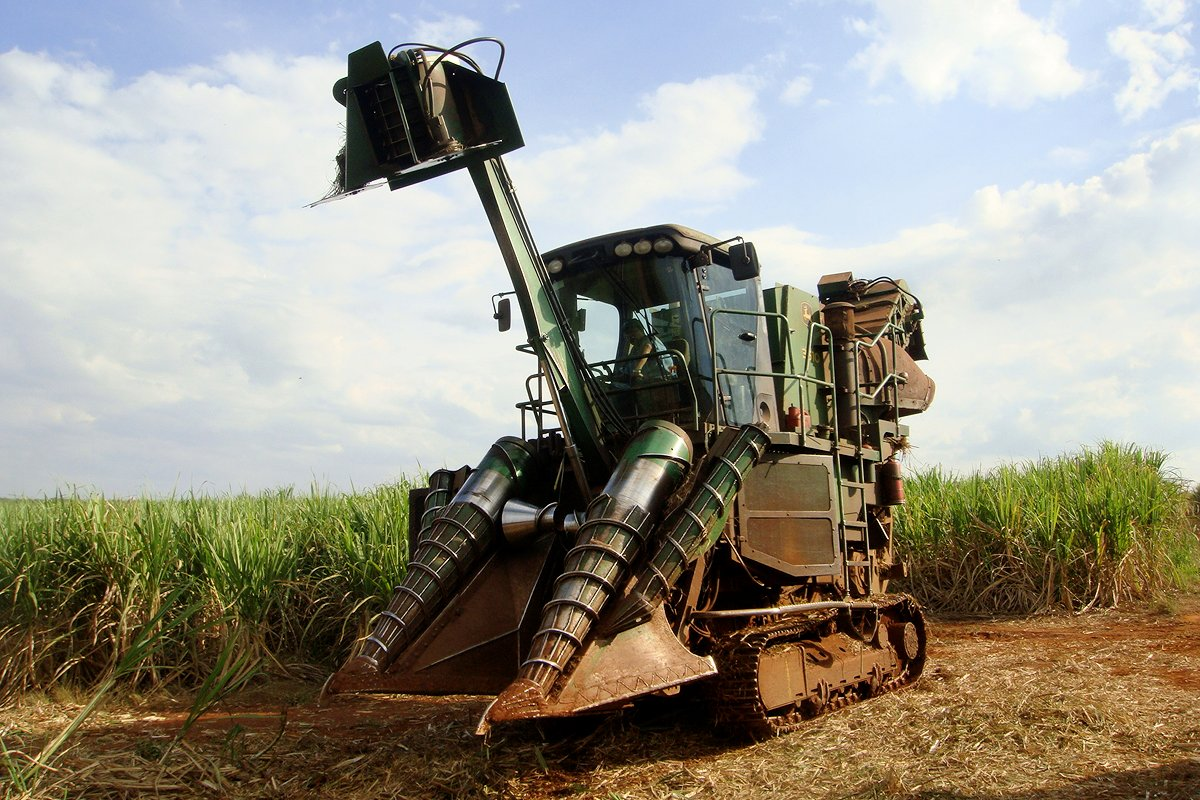
Тростинозбиральна машина
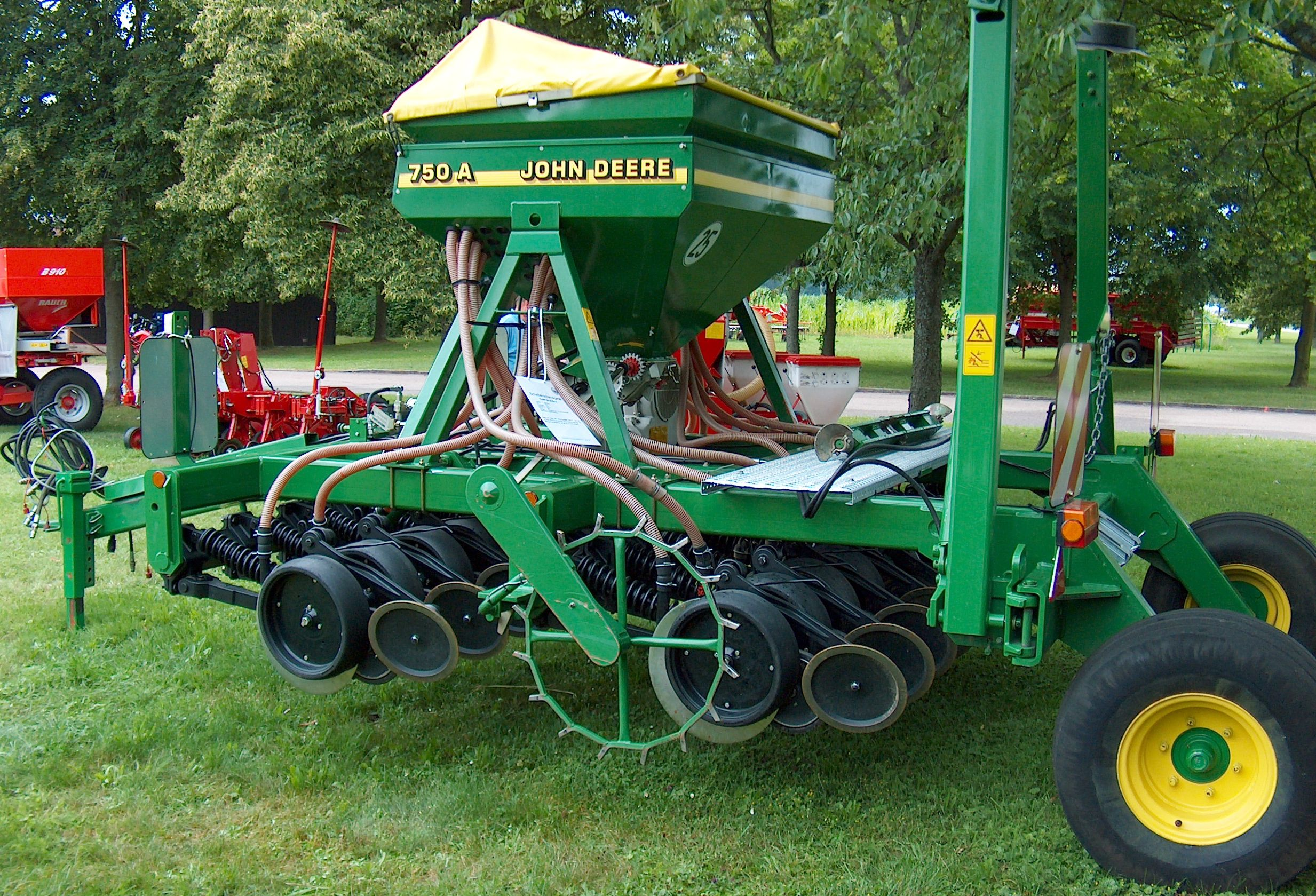
Сівалка
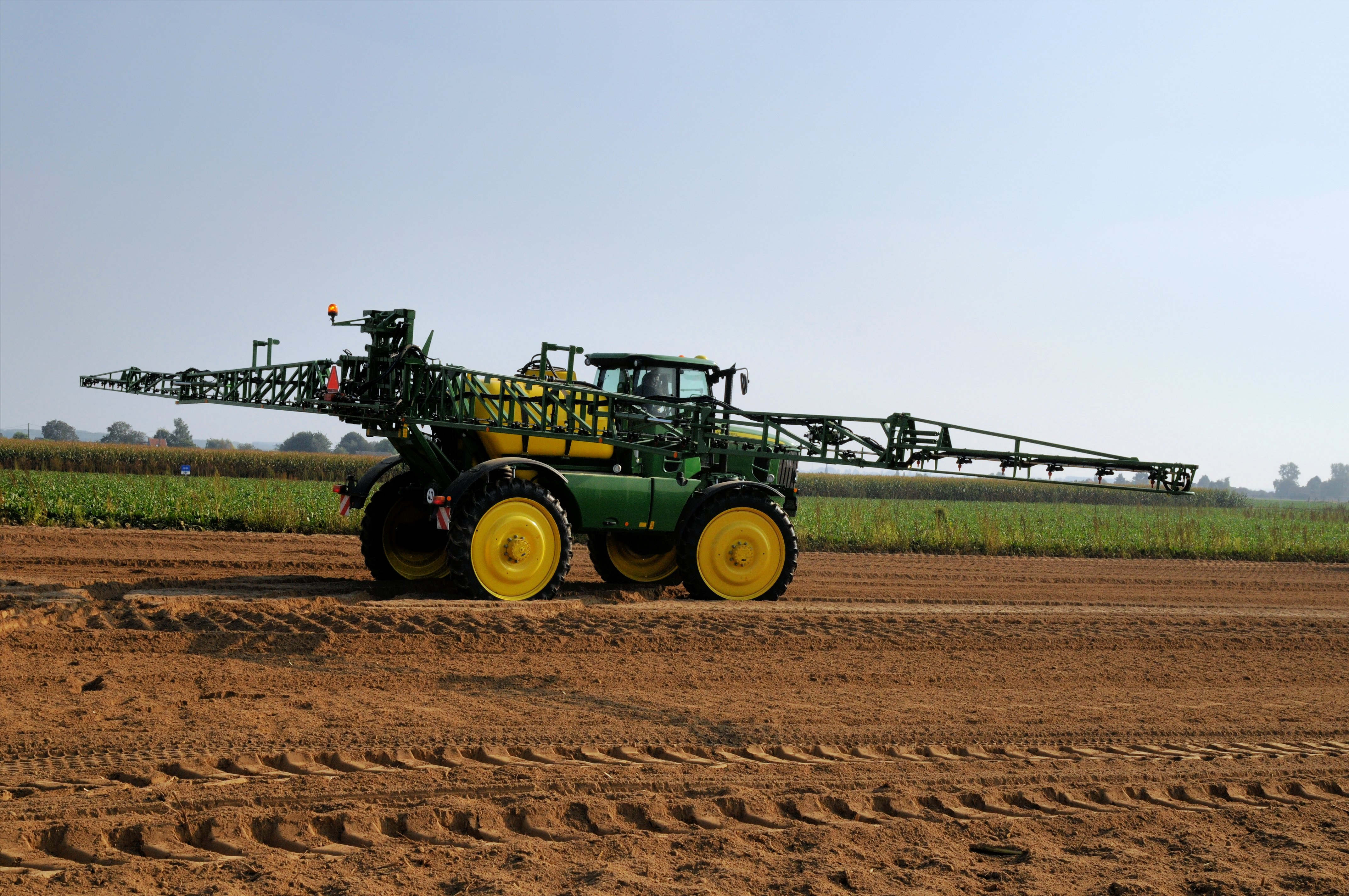
Самохідний оприскувач
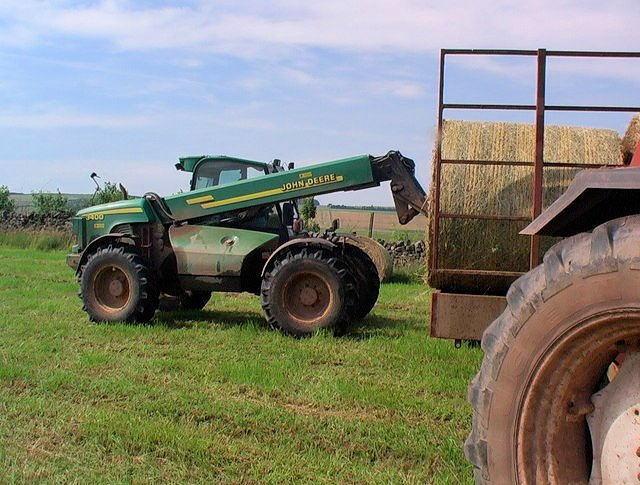
Телескопічний навантажувач
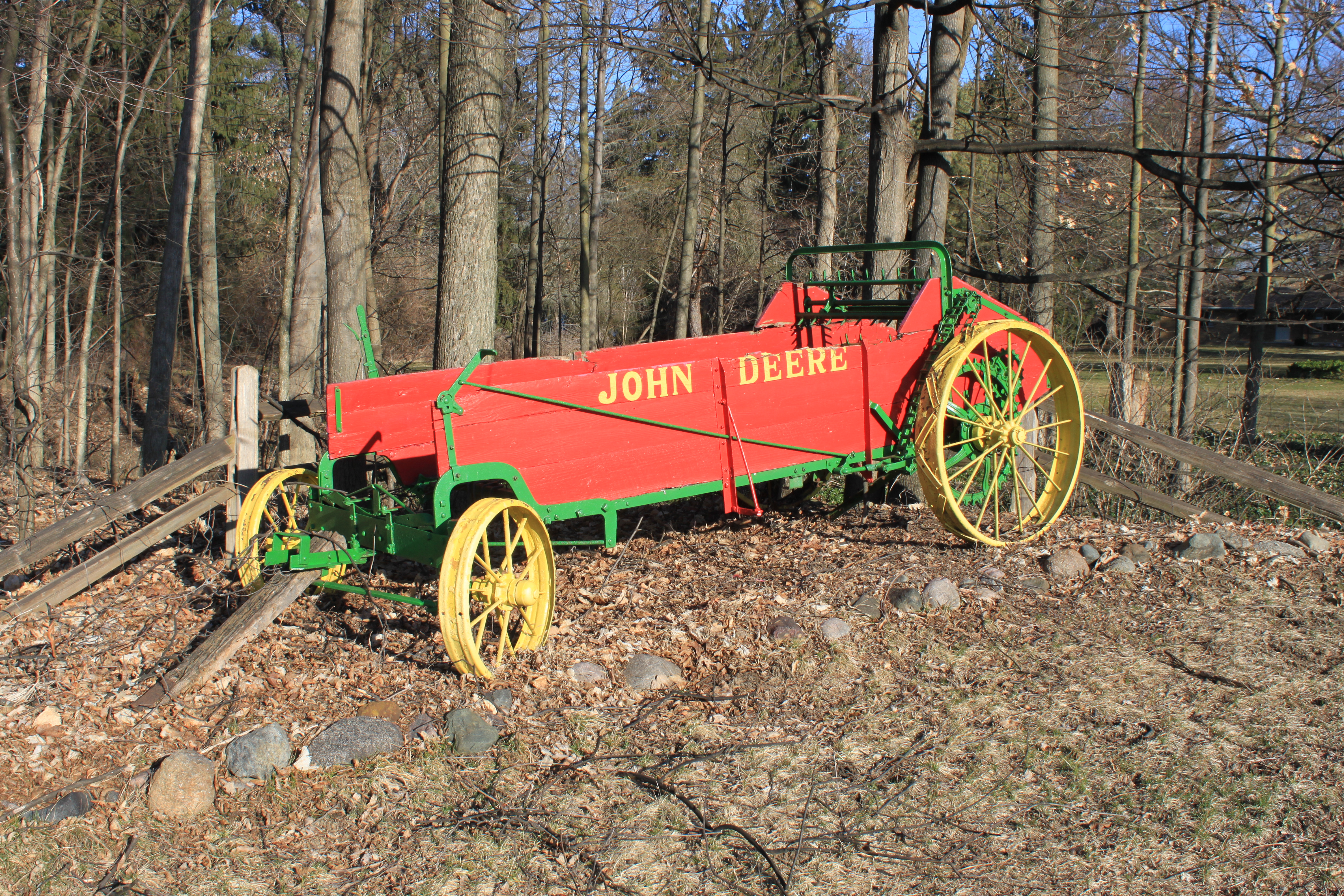
Кінний гноєрозкидач

### Будівельна техніка
Під брендом «John Deere» також виробляється будівельна техніка та комплектуючі різного призначення.

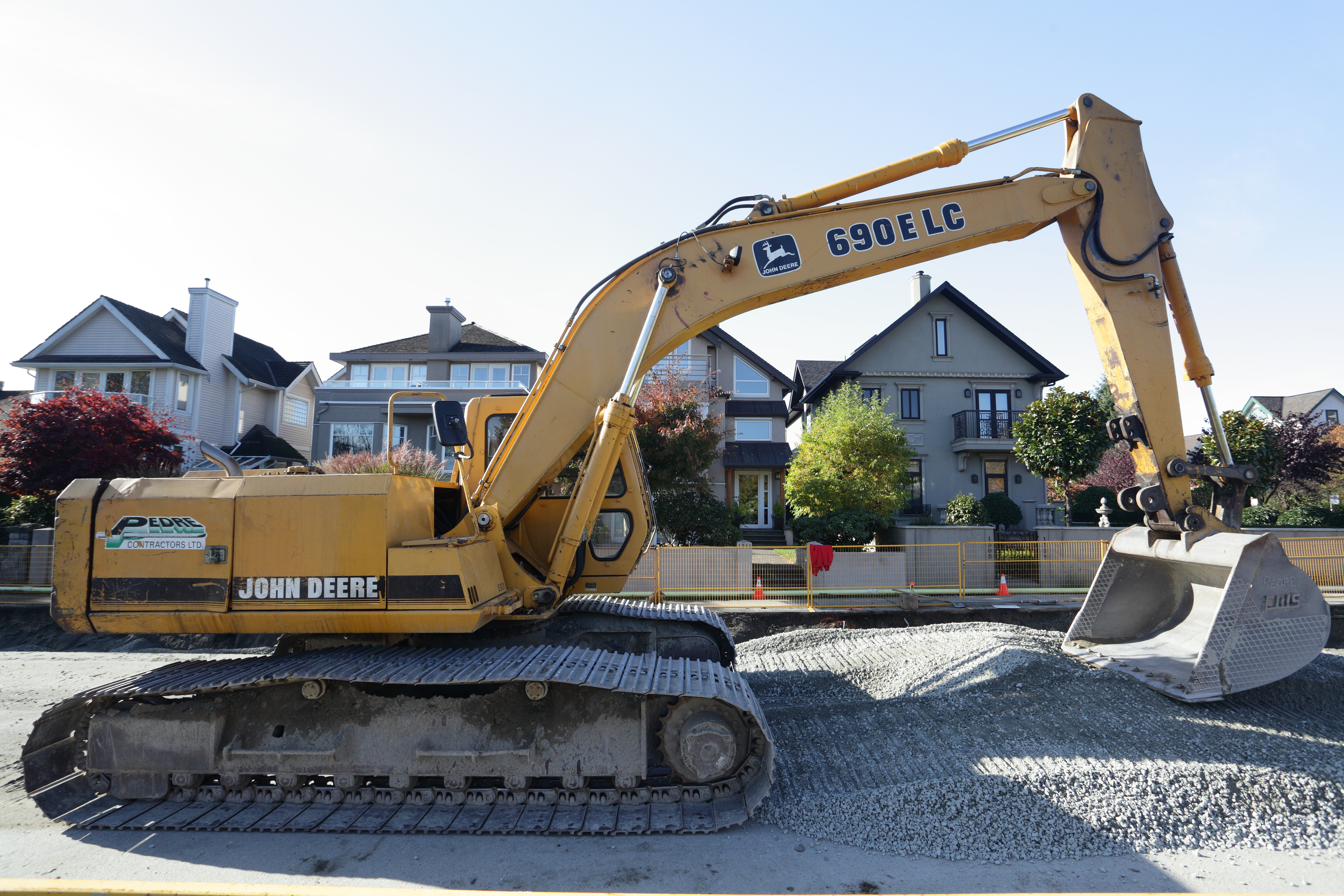
Екскаватор
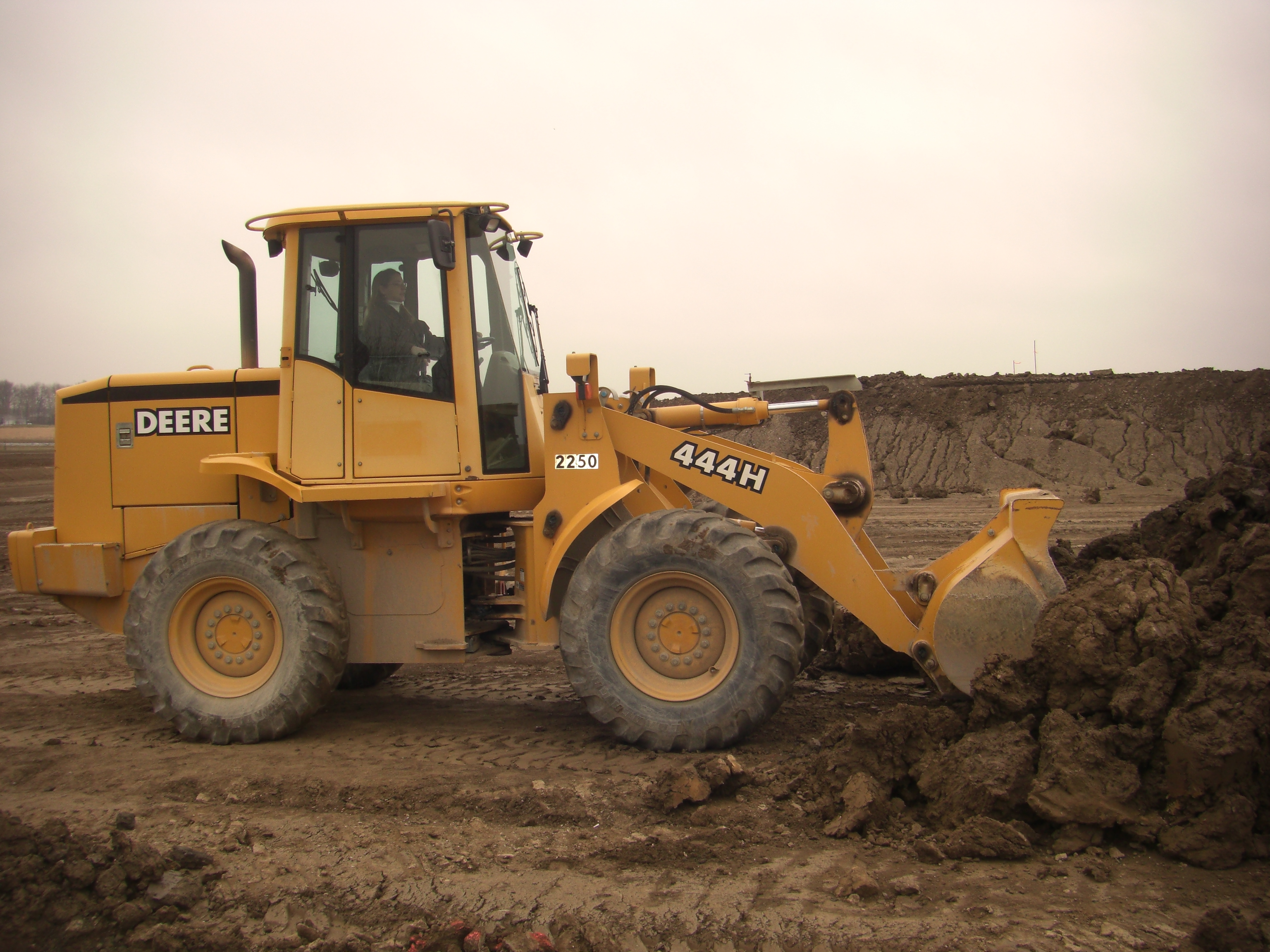
Кар'єрний навантажувач
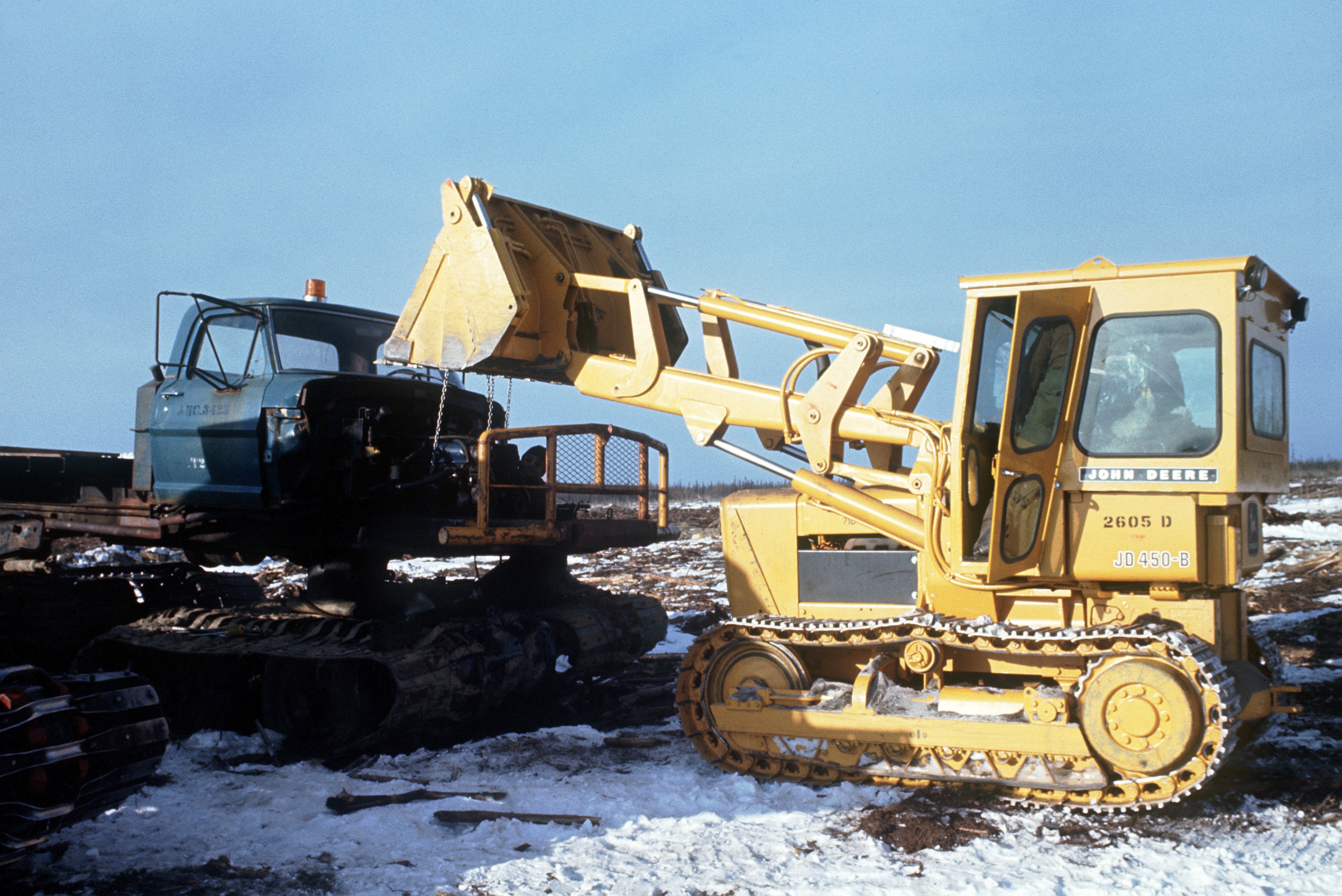
Гусеничний навантажувач
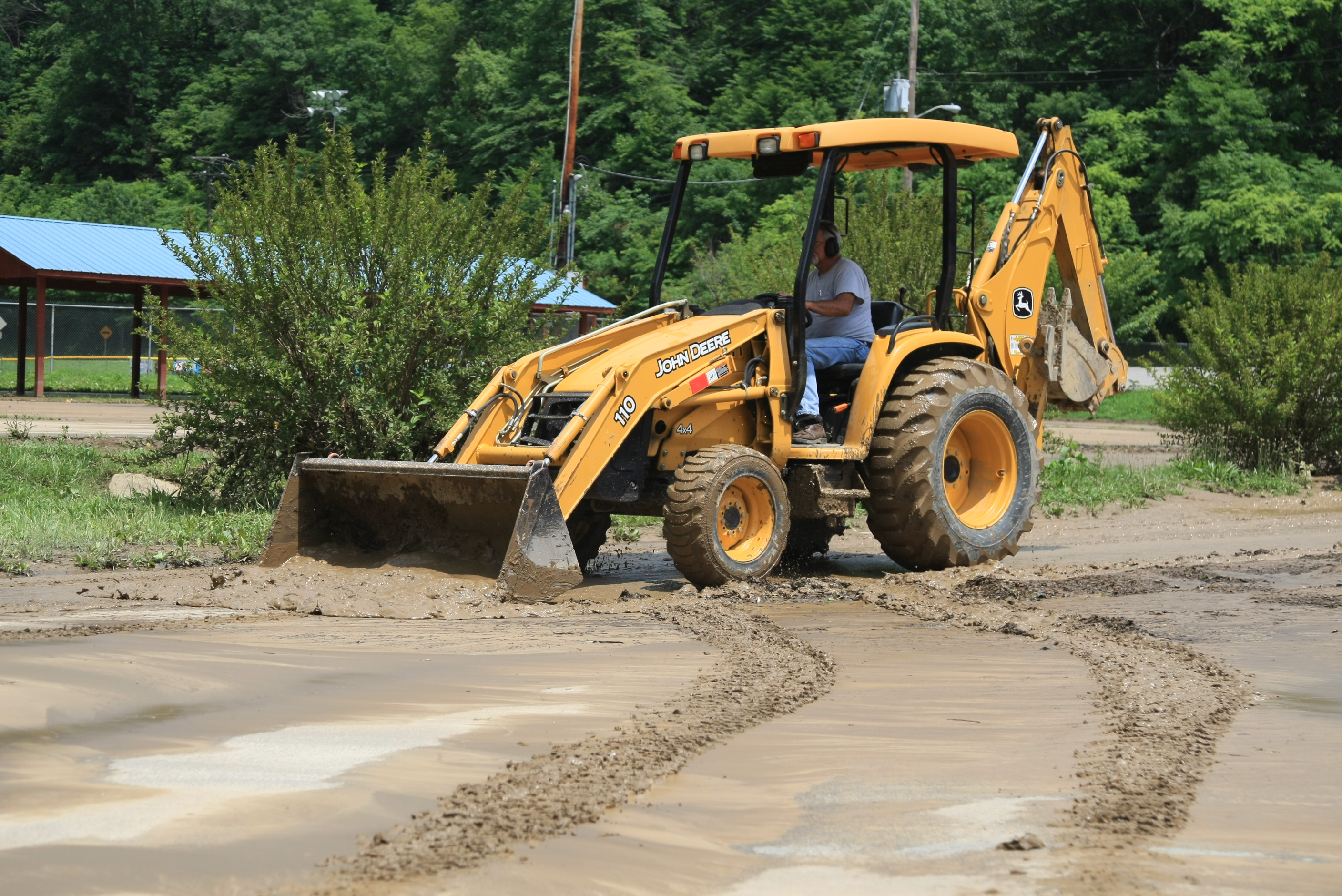
Екскаватор-навантажувач
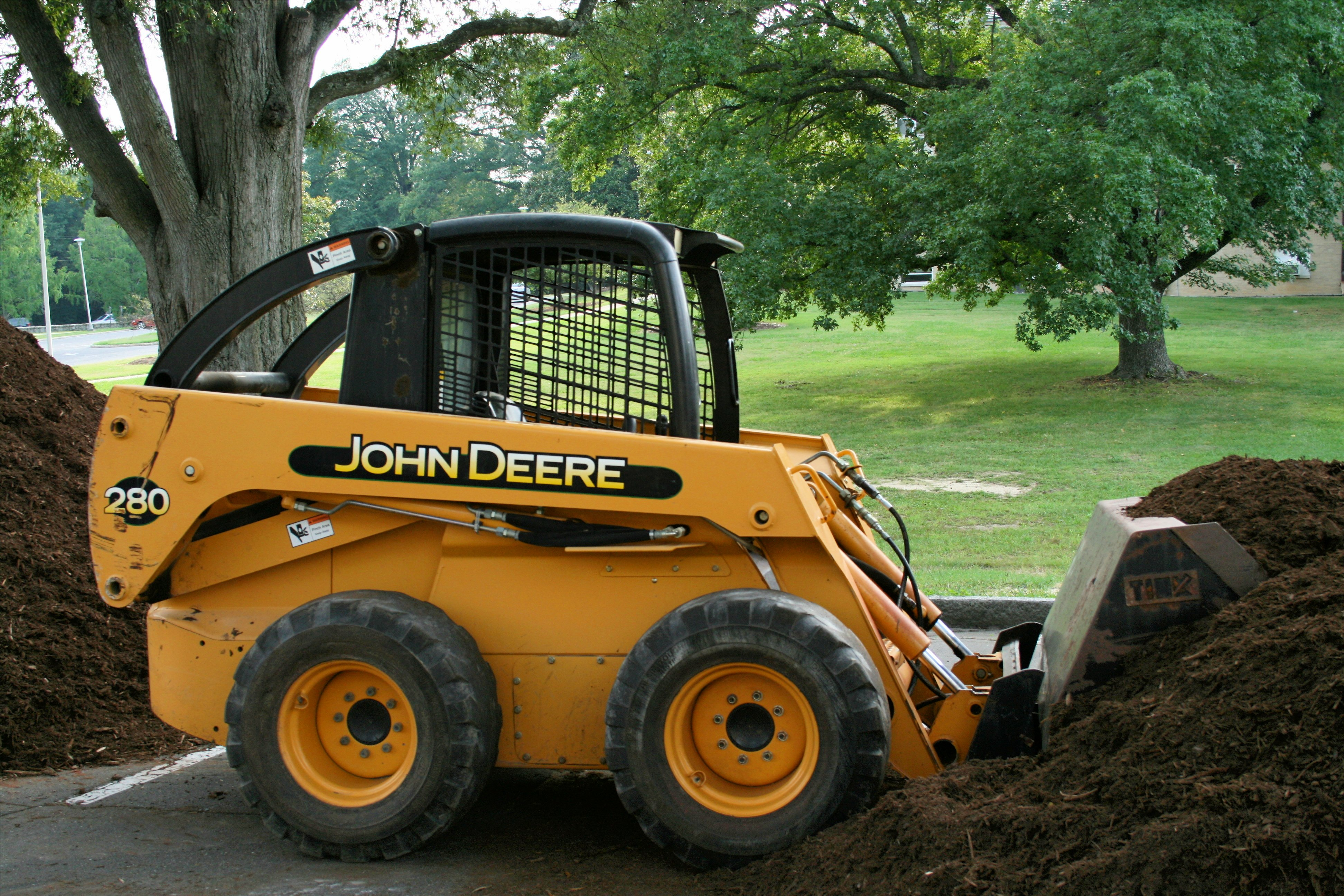
Мінінавантажувач
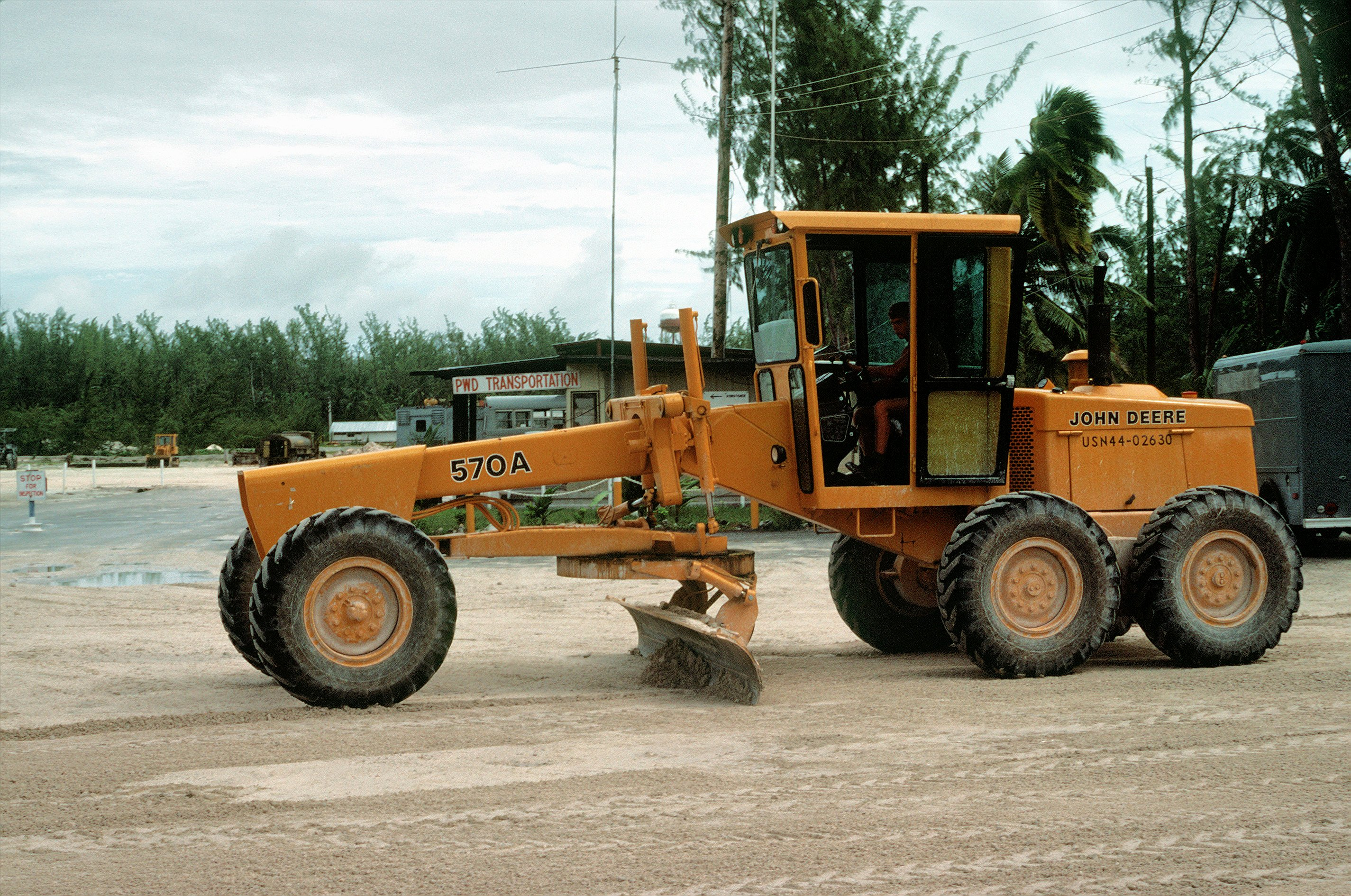
Грейдер

### Лісозаготівельна техніка
Компанія випускає цілу лінію лісогосподарської техніки.

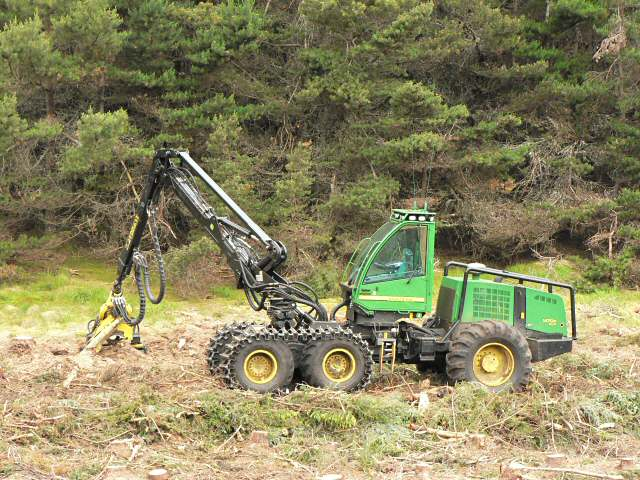
Гарвестер
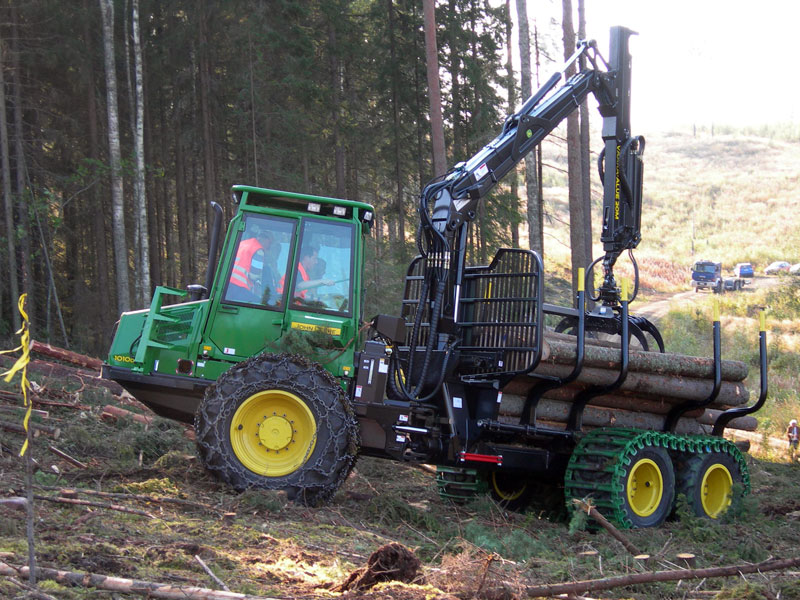
Форвардер
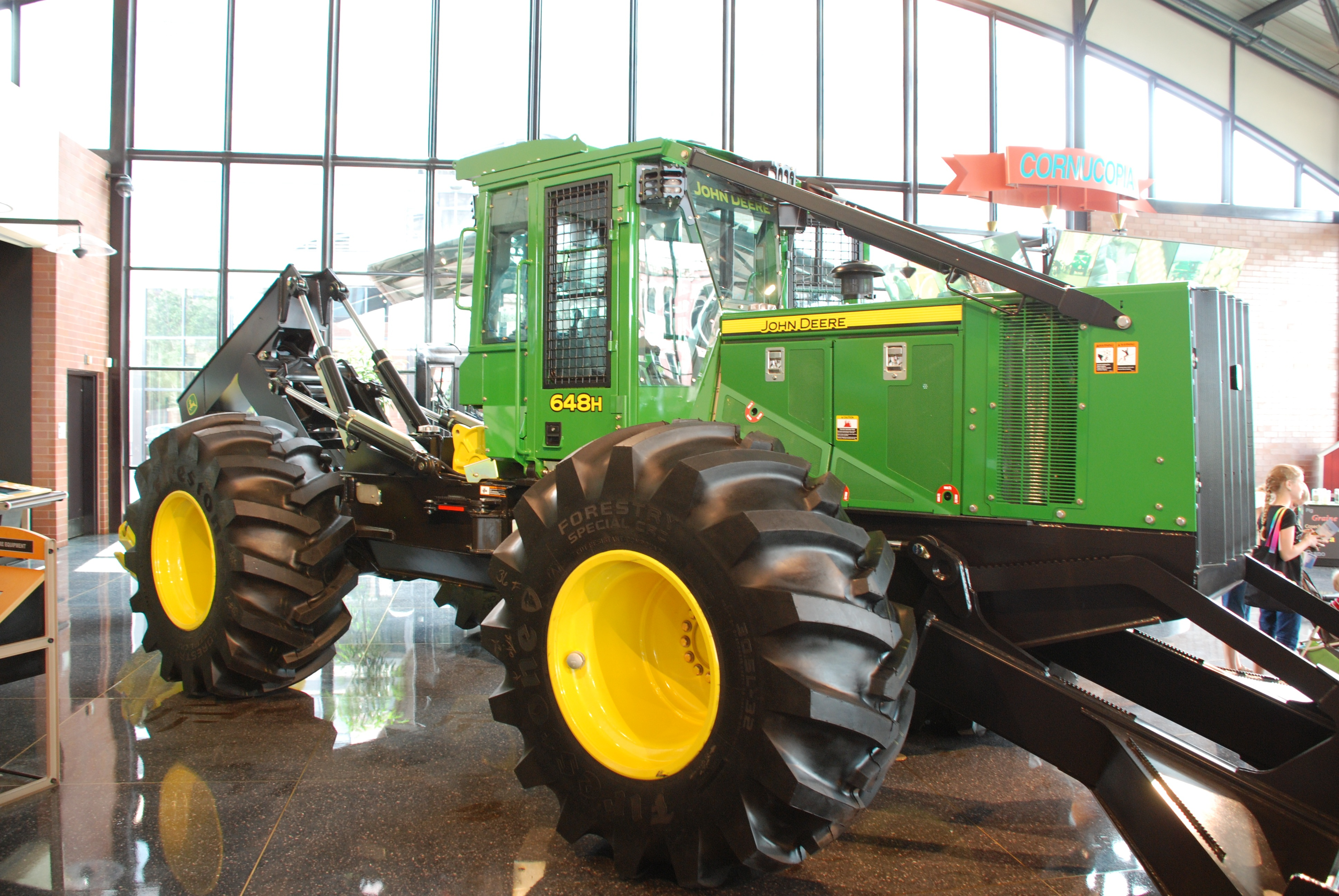
Скіддер

### Інша продукція та послуги
Окрім важкої техніки «Deere & Company» також виробляє споживче та комерційне обладнання, зокрема газонокосарки, снігомітла, снігоходи, всюдиходи. Компанія також є постачальником дизельних двигунів і силових агрегатів (осей, трансмісій тощо), що використовуються у важкій техніці.
Лізингова компанія «John Deere» надає позики, не пов'язані з купівлею обладнання. Станом на 2017 рік, це провідний підрозділ «John Deere». Маючи кредитний портфель у 2 млрд доларів, підрозділ охоплює третину доходів «John Deere».

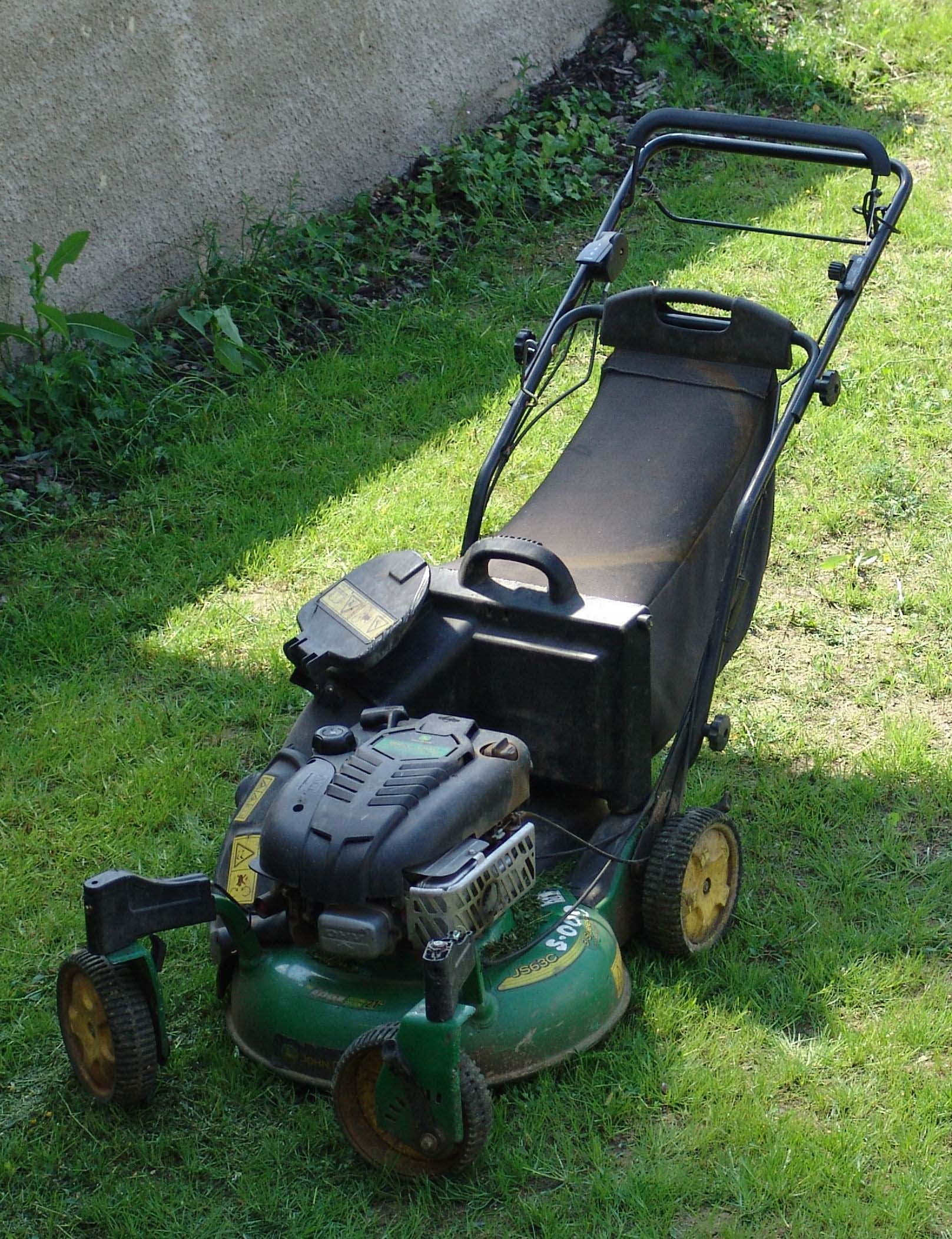
Газонокосарка
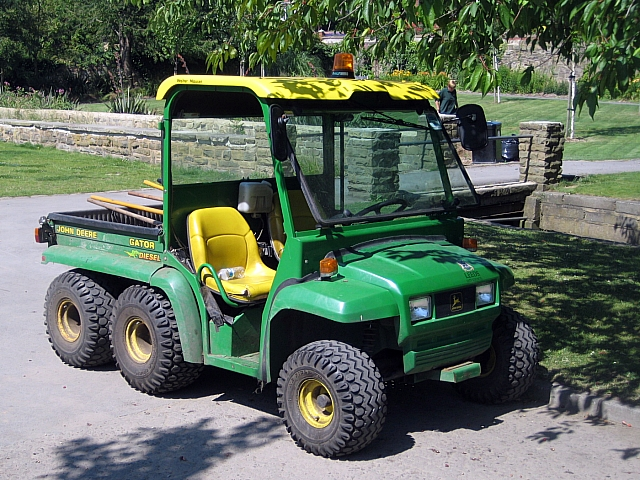
Мотовсюдихід
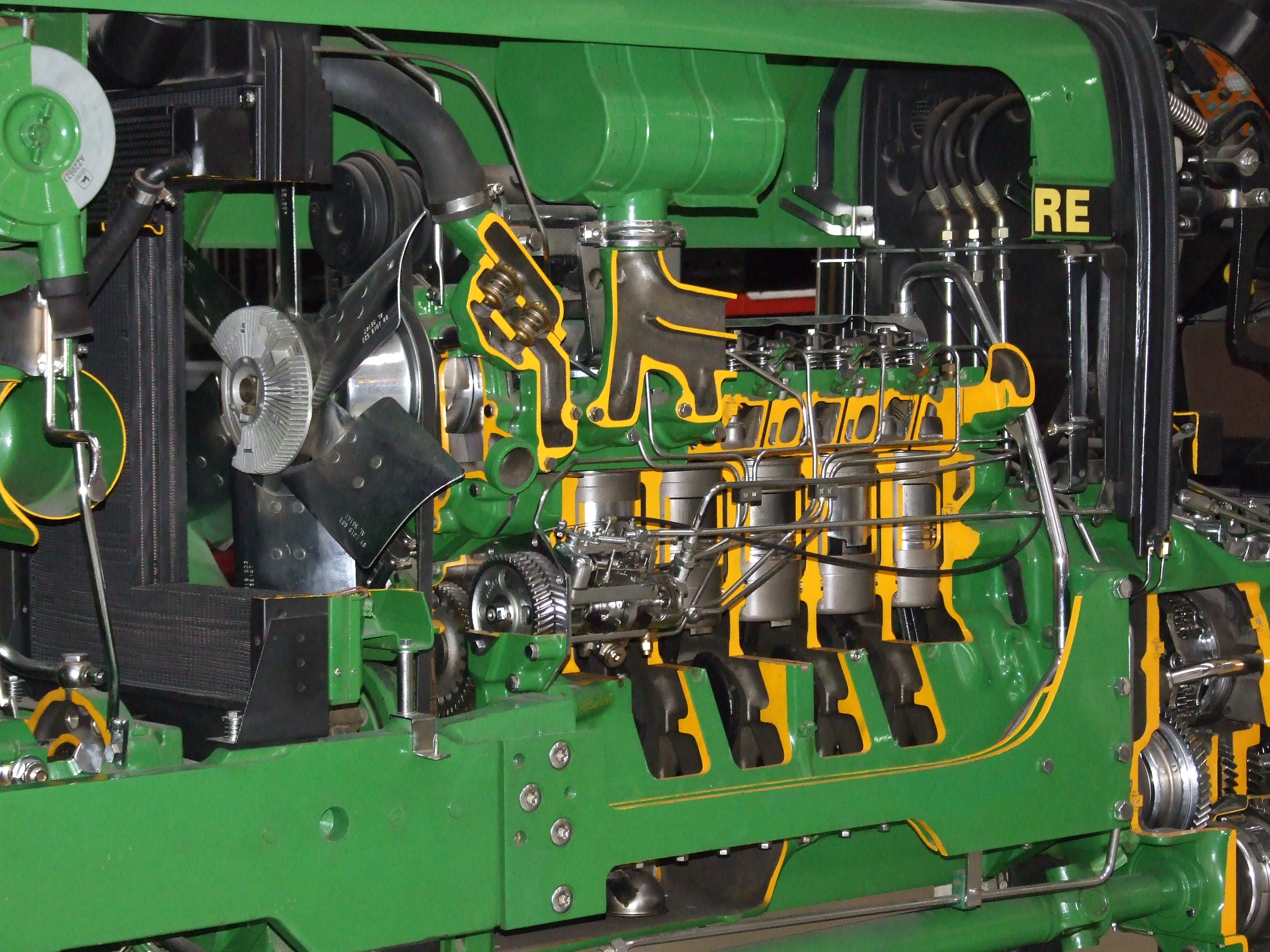
Дизельний двигун

## Структура

### Підрозділи
| Name                                                              | Місто/регіон                      | Країна          | Основні продукти                                             | Напрямок                           | Примітки                    |
| ----------------------------------------------------------------- | --------------------------------- | --------------- | ------------------------------------------------------------ | ---------------------------------- | --------------------------- |
| Industrias John Deere Argentina S.A.                              | Гранадеро-Байгорія, Санта-Фе      | Аргентина       | Двигуни, трактори, комбайни                                  | Сільське господарство              |                             |
| John Deere Limited Parts Distribution Center                      | Деррімут, Вікторія                | Австралія       |                                                              | Сільське господарство              |                             |
| Auteq Telematica S.A.                                             | Сан-Паулу                         | Бразилія        |                                                              | Сільське господарство              |                             |
| John Deere Brazil Ltda. — Unidade Catalão                         | Каталан, Гояс                     | Бразилія        |                                                              | Сільське господарство              |                             |
| John Deere Brazil Ltda. — Unidade Horizontina                     | Оризонтина, Ріу-Гранді-ду-Сул     | Бразилія        |                                                              | Сільське господарство              |                             |
| John Deere Brazil Ltda. — Unidade Montenegro                      | Монтенегро, Ріу-Гранді-ду-Сул     | Бразилія        |                                                              | Сільське господарство              |                             |
| John Deere (Harbin) Agriculture Machinery Co., Ltd.               | Цзямуси, Хейлунцзян               | Китай           |                                                              | Сільське господарство              |                             |
| John Deere (Ningbo) Agriculture Machinery Co., Ltd.               | Округ Чженхай, Нінбо              | Китай           |                                                              | Сільське господарство              |                             |
| John Deere (Tianjin) Agriculture Machinery Co., Ltd.              | Тяньцзінь                         | Китай           |                                                              | Сільське господарство              |                             |
| John Deere Usine d'Arc-les-Gray, France                           | Грей Цеде                         | Франція         |                                                              | Сільське господарство              |                             |
| John Deere GmbH & Co. KG                                          | Брухзаль                          | Німеччина       |                                                              | Сільське господарство              |                             |
| John Deere GmbH & Co. KG                                          | Мангайм                           | Німеччина       |                                                              | Сільське господарство              |                             |
| Maschinenfabrik Kemper GmbH & Co.KG                               | Штадтлон                          | Німеччина       |                                                              | Сільське господарство              |                             |
| John Deere GmbH & Co. KG                                          | Цвайбрюккен                       | Німеччина       |                                                              | Сільське господарство              |                             |
| John Deere Equipment Private Ltd.                                 | Округ Пуне, Махараштра            | Індія           |                                                              | Сільське господарство              |                             |
| John Deere India Private Limited                                  | Патьяла, Пенджаб                  | Індія           |                                                              | Сільське господарство              |                             |
| John Deere India Pvt. Ltd.                                        | Девас, Мадх'я-Прадеш              | Індія           |                                                              | Сільське господарство              |                             |
| John Deere BH Works Ltd                                           | Парк Зваїм                        | Ізраїль         |                                                              | Сільське господарство              |                             |
| John Deere Cylinder Internal Platform                             | Рамос-Аріспе, Коауїла             | Мексика         |                                                              | Сільське господарство              |                             |
| Industrias John Deere S.A. de C.V.                                | Монтеррей, Нуево-Леон             | Мексика         |                                                              | Сільське господарство              |                             |
| Industrias John Deere, S.A. de C.V.                               | Сальтільйо, Коауїла               | Мексика         |                                                              | Сільське господарство              |                             |
| John Deere Ramos                                                  | Рамос Аріспе, Коауїла             | Мексика         |                                                              | Сільське господарство              |                             |
| John Deere Fabriek Horst B.V.                                     | Горст-ан-де-Маас                  | Нідерланди      | Обприскувачі                                                 | Сільське господарство              |                             |
| John Deere Domodedovo                                             | Домодєдово                        | Росія           |                                                              | Сільське господарство              |                             |
| John Deere Orenburg                                               | Оренбург                          | Росія           |                                                              | Сільське господарство              |                             |
| John Deere Ibérica, S.                                            | Мадрид                            | Іспанія         |                                                              | Сільське господарство              |                             |
| The Vapormatic Company Ltd.                                       | Ексетер                           | Велика Британія |                                                              | Сільське господарство              |                             |
| NavCom Technology, Inc.                                           | Торренс, Каліфорнія               | США             |                                                              | Сільське господарство              |                             |
| John Deere Cylinder Internal Platform                             | Молін, Іллінойс                   | США             | Двигуни                                                      | Сільське господарство              |                             |
| John Deere Harvester Works                                        | Іст-Молін, Іллінойс               | США             | Зернозбиральні комбайни                                      | Сільське господарство              |                             |
| John Deere Seeding Group                                          | Іст-Молін, Іллінойс               | США             |                                                              | Сільське господарство              |                             |
| John Deere Des Moines Works                                       | Анкені, Айова                     | США             | Обприскувачі, бавовняні комбайни та ґрунтообробне обладнання | Сільське господарство              |                             |
| John Deere Ottumwa Works                                          | Оттамва, Айова                    | США             | Преси                                                        | Сільське господарство              |                             |
| John Deere Paton                                                  | Патон, Айова                      | США             |                                                              | Сільське господарство              |                             |
| John Deere Intelligent Solutions Group - Urbandale                | Урбандейл, Айова                  | США             |                                                              | Сільське господарство              |                             |
| John Deere Waterloo Works - Tractor, Cab, and Assembly Operations | Ватерло, Айова                    | США             | Трактори серій 6R, 7R, 8R/8RT, 9R/9RT                        | Сільське господарство              |                             |
| John Deere Waterloo Works - Drivetrain Operations                 | Ватерло, Айова                    | США             | Трансмісії, приводи та осі                                   | Сільське господарство              |                             |
| John Deere Waterloo Works - Service Parts Operations              | Ватерло, Айова                    | США             | Запчастини                                                   | Сільське господарство              |                             |
| John Deere Waterloo Works - Foundry Operations                    | Ватерло, Айова                    | США             |                                                              | Сільське господарство              |                             |
| John Deere Thibodaux                                              | Тібодо, Луїзіана                  | США             |                                                              | Сільське господарство              |                             |
| John Deere Seeding Group                                          | Веллі-Сіті, Північна Дакота       | США             |                                                              | Сільське господарство              |                             |
| Waratah Forestry Equipment Pty. Ltd                               | Мелтон, Вікторія                  | Австралія       |                                                              | Будівництво та лісове господарство |                             |
| John Deere Brazil Ltda.                                           | Сан-Паулу                         | Бразилія        |                                                              | Будівництво та лісове господарств  |                             |
| Deere Hitachi                                                     | Індаятуба, Сан-Паулу              | Бразилія        |                                                              | Будівництво та лісове господарств  |                             |
| Deere-Hitachi Specialty Products (DHSP) — Langley                 | Ленґлі, Британська Колумбія       | Канада          |                                                              | Будівництво та лісове господарств  |                             |
| John Deere Reman — Edmonton                                       | Альберта                          | Канада          |                                                              | Будівництво та лісове господарств  |                             |
| Waratah Forestry Equipment Canada, Ltd.                           | Камлупс, Британська Колумбія      | Канада          |                                                              | Будівництво та лісове господарств  |                             |
| John Deere (Tianjin) Company Limited                              | Тяньцзінь                         | Китай           |                                                              | Будівництво та лісове господарств  |                             |
| John Deere Forestry — Joensuu, Finland                            | Йоенсуу                           | Фінляндія       |                                                              | Будівництво та лісове господарств  |                             |
| Waratah OM Oy                                                     | Йоенсуу                           | Фінляндія       |                                                              | Будівництво та лісове господарств  |                             |
| Ashok Leyland John Deere Construction Equipment Pvt. Ltd.         | Тамілнад                          | Індія           |                                                              | Будівництво та лісове господарств  |                             |
| Industrias John Deere S.A. de C.V.                                | Гарца-Гарсія, Нуево-Леон          | Мексика         |                                                              | Будівництво та лісове господарств  |                             |
| Waratah NZ Ltd.                                                   | Токороа                           | Нова Зеландія   |                                                              | Будівництво та лісове господарств  |                             |
| John Deere Domodedovo                                             | Москва                            | Росія           |                                                              | Будівництво та лісове господарств  |                             |
| Bell Equipment Limited                                            | Епмангені                         | ПАР             |                                                              | Будівництво та лісове господарств  |                             |
| Waratah Forestry Attachment, LLC.                                 | Пічтрі-Сіті, Джорджія             | США             |                                                              | Будівництво та лісове господарств  |                             |
| John Deere Construction & Forestry Company                        | Молін, Іллінойс                   | США             |                                                              | Будівництво та лісове господарств  |                             |
| John Deere Davenport Works                                        | Давенпорт, Айова                  | США             |                                                              | Будівництво та лісове господарств  |                             |
| John Deere Training Center - Davenport                            | Давенпорт, Айова                  | США             |                                                              | Будівництво та лісове господарств  |                             |
| John Deere Dubuque Works                                          | Дюбюк, Айова                      | США             |                                                              | Будівництво та лісове господарств  |                             |
| John Deere Reman — Springfield                                    | Спрингфіл, Міссурі                | США             |                                                              | Будівництво та лісове господарств  |                             |
| Deere-Hitachi Construction Machinery Corp.                        | Кернерсвілл, Північна Кароліна    | США             |                                                              | Будівництво та лісове господарств  |                             |
| Waratah Forestry Attachment, LLC                                  | Келсо, Вашингтон                  | США             |                                                              | Будівництво та лісове господарств  |                             |
| SABO - Maschinenfabrik GmbH                                       | Гуммерсбах                        | Німеччина       |                                                              | Присадибне господарство            | Продано «Mutares» 2020 року |
| John Deere Commercial Products                                    | Гроувтаун, Джорджія               | США             |                                                              | Сільське господарство              |                             |
| John Deere Turf Care                                              | Ф'юквей-Варіна, Північна Кароліна | США             | Косарки та обладнання для гольфу                             | Присадибне господарство            |                             |
| John Deere Training Center - Morrisville                          | Моррісвілл, Північна Кароліна     | США             |                                                              | Присадибне господарство            |                             |
| Transaxle Manufacturing of America Corporation                    | Рок-Гілл, Південна Кароліна       | США             |                                                              | Присадибне господарство            |                             |
| John Deere Power Products                                         | Грінвілл, Теннессі                | США             | Газонокосарки                                                | Присадибне господарство            |                             |
| John Deere Horicon Works                                          | Горікон, Вісконсин                | United States   | Газонокосарки, мінітрактори                                  | Присадибне господарство            |                             |

### Дочірні компанії
- AGRIS Corporation (John Deere Agri Services)Трактор John Deere 8530із сівалкою 3700
- John Deere Ag Management Solutions
- John Deere Capital Corporation
- John Deere Financial[45]
- Kemper
- Waratah Forestry Attachments
- Agreentech
- NavCom Technology, Inc.
- John Deere Electronic Solutions

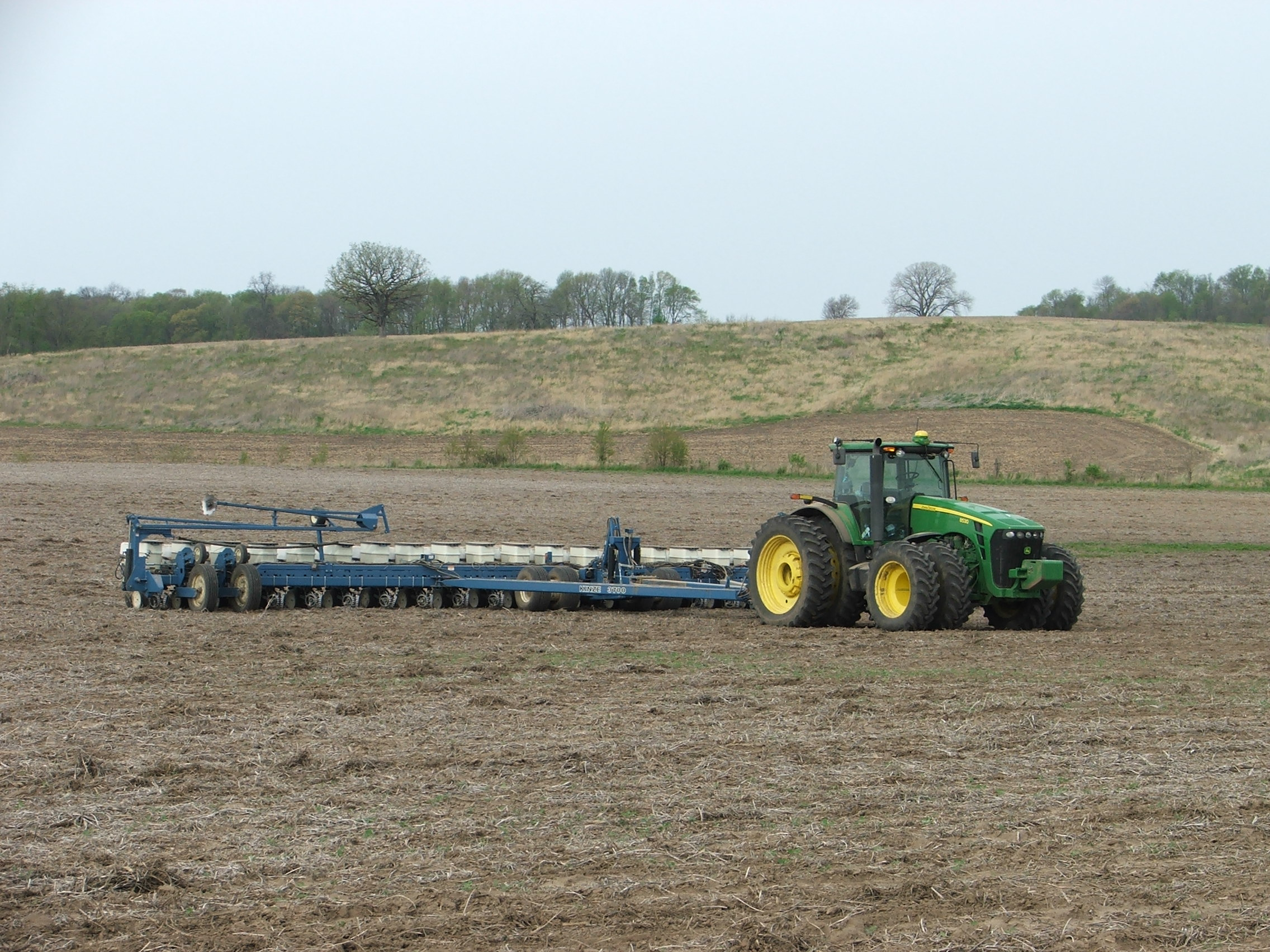
Трактор John Deere 8530із сівалкою 3700

- Ningbo Benye Tractor & Automobile Manufacture Co. Ltd.
- Machinefinder
- John Deere Technology Innovation Center
- QCFS and Consolidating
- Hagie Sprayers
- ¨KingAgro
- PLA
- Wirtgen Group
- Blue River Technology.
- John Deere Renewables, LLC (продана «Exelon Energy» у серпні 2010)[46].